# Oostmanskapelle
Oostmanskapelle was een dorp in West-Zeeuws-Vlaanderen dat bestaan heeft in 1400 maar dat in 1404 door de Sint-Elisabethsvloed is weggespoeld.
Het dorp wordt beschouwd als de opvolger van het reeds in 1375 verdwenen Oostmanskerke. De kapel aldaar werd opgebouwd met de resten van de kerk van voornoemd dorp.
Omstreeks 1470 was het weer opgebouwd maar het ging tijdens de inundaties van 1583 alsnog ten onder.
Op grond van literatuurgegevens bepaalde Jan van Hinte de positie van dit dorp, maar die bleek onjuist. In 2004 werden op een andere plaats resten gevonden. Deze bevinden zich aan de Groeneweg te Schoondijke. Er zijn daar tal van kloostermoppen gevonden.